# Vincent Valentine
 (janvier 2015).
Si vous disposez d'ouvrages ou d'articles de référence ou si vous connaissez des sites web de qualité traitant du thème abordé ici, merci de compléter l'article en donnant les références utiles à sa vérifiabilité et en les liant à la section « Notes et références ».
Pour les articles homonymes, voir Vincent et Valentine.
Vincent Valentine (ヴィンセント・ヴァレンタイン, Vinsento Varentain) est un personnage du jeu vidéo Final Fantasy VII et de Compilation of Final Fantasy VII. C'est un des personnages jouables optionnels, très populaire parmi les fans.

## Apparence
Entièrement vêtu de noir (à l'exception de sa cape rouge et de ses bottes dorées) et caractérisé par un laconisme étonnant, Vincent Valentine apparaît comme l'exemple parfait du personnage ténébreux des épisodes de la saga Final Fantasy. On le reconnaît essentiellement à sa large cape d'un rouge sombre, déchirée en de multiples endroits. Sa longue chevelure noire est retenue par un bandeau d'une teinte rouge ocre lui ceignant le front. De même, l'iris de ses yeux est d'une couleur anormalement ensanglantée. Son corps ayant servi de cobaye pour une expérience menée par la Shinra, son bras gauche a été remplacé par un bras en métal doré contenant du Mako, ce qui lui permet d'utiliser la magie quand bon lui semble. Mince et élancé, Vincent possède une endurance, une agilité, et des capacités athlétiques hors-normes. 
Il est aussi dit qu'il possède des affiliations avec des forces obscures, comme ses limites dans FF VII.
En effet celles-ci le rendent dans une transe meurtrière, le transformant en bête galienne (monstre ressemblant à un chien qui accroit considérablement sa force), en Giga de la Mort (qui ressemble à la créature de Frankenstein), en Masque de Mort (qui le rend provisoirement invincible), et enfin en Chaos (qui est un peu le mélange de toutes ces limites, lui donnant ainsi en plus la capacité de voler). S'il montre sa puissance par sa magie et ses limites, Vincent fait aussi preuve d'une grande résistance physique (immunité face aux cauchemars de Nero), ou encore aux poisons. Ainsi, Vincent possède de nombreux atouts pour affronter ses ennemis.
Il est d'un naturel sérieux, ne rit presque jamais et préfère rester relativement indépendant et solitaire. Cela dit, il s'avère être un ami loyal et une personne de confiance quand les choses tournent mal.

### Arme
Son arme caractéristique est le Cerbère: un grand et puissant revolver à triple canon, en référence explicite à la créature mythologique. Il le porte dans un large holster accroché à sa jambe droite. À ce titre, Cerbère semble être le symbole de Vincent, tout comme le petit médaillon suspendu à une chaîne reliée à la crosse de son revolver. Le médaillon est forgé dans un métal scintillant et représente le chien à trois têtes, à la différence près qu'il possède de petites ailes de chauve-souris, en référence à la créature endormie à l'intérieur même du corps de Vincent: Chaos. Enfin, ce même motif est incrusté sur le clapet de son téléphone portable, que Vincent achète peu avant les événements de Dirge of Cerberus, en référence à quelques répliques célèbres d'Advent Children à ce sujet.

## Histoire
Vincent Valentine, fils du brillant scientifique Grimoire Valentine, était un membre des Turks à l'époque où la Shinra Electric Power Company s'appelait encore la Shinra Manufacturing. Les Turks sont un groupe d'agents travaillant pour la Shinra, et sont chargés de tâches diverses mais souvent peu attrayantes. En tant que Turk, Vincent fut assigné à la protection rapprochée de la scientifique Lucrécia Crescent. À ce titre, il succomba bien vite au charme de la jeune femme, qui ne semblait pourtant pas éprouver les mêmes sentiments. Lucrécia était alors l'assistante du professeur Hojo, et c'est vers lui qu'elle se tourna. Vincent décida de ne pas s'y opposer, préférant que Lucrécia soit heureuse, quel qu'en soit le prix pour lui-même. Peu de temps après, Lucrécia eut un fils. Le professeur Gast, Hojo et elle décidèrent d'implanter des cellules de Jénova à l'embryon qui allait devenir Sephiroth.
Peu de temps après, Lucrécia présenta des symptômes de maladie inquiétante, et Vincent tint Hojo pour responsable de tout. Il l'affronta à ce sujet, mais le scientifique l'abattit d'une balle en pleine poitrine. Le corps de Vincent fut soumis à des expériences, au cours desquelles il reçut, entre autres, un bras gauche artificiel abritant une réserve d'énergie Mako. En outre, son séjour forcé dans le réacteur Mako du Mont Nibel, combiné à de la mystérieuse substance G, engendra le gène Chaos. La réserve de Mako lui permettait de se métamorphoser en une créature Galienne, sorte de démon bipède, avatar de la fureur destructrice et invincible, et capable de déchaîner sa colère en projetant des sphères d'énergie.
Vincent, sous l'influence de la toute puissante entité Chaos, entra dans une rage indicible. Lucrécia put l'arrêter en utilisant une matéria capable de contrôler l'esprit de Chaos, ce qui plongea Vincent dans un sommeil profond. À son réveil, il constata de son œil rouge-sang les dégâts de toutes ces expériences: il avait, en quelque sorte, perdu son humanité. Rongé par le remords, le désespoir et la rancune, il s'enferma dans un cercueil au sous-sol du Manoir Shinra de Nibelheim. Hojo en profita pour verrouiller le cercueil et en cacher la clé. 
Ce furent Cloud et ses amis d'AVALANCHE (le groupe terroriste écologiste mené par Barret Wallace) qui déverrouillèrent son tombeau. Vincent fit le choix de se joindre à leur cause, en affrontant leur ennemi commun qu'était la Shinra. Dans le jeu Final Fantasy VII, Vincent Valentine est un personnage caché, ce qui signifie que le recruter est optionnel, et qu'il n'apparaîtra jamais dans les séquences cinématiques.
Vincent joua également un rôle dans le film Advent Children, où il expliqua à Cloud ce qu'étaient réellement les Géostigmates. Peu de temps après, il vint prêter main-forte à ses amis pour affronter Bahamut, au cœur de la ville de Midgar-Edge. La chimère avait été invoquée par Kadaj, situé au sommet d'un des bâtiments, en compagnie de Rufus Shinra. D'autre part, il semblerait qu'au cours du film, Vincent ait la capacité de neutraliser à volonté son enveloppe corporelle, afin de voler librement sous son unique cape écarlate, le rendant de ce fait complètement intouchable.
Trois ans après le combat contre Sephiroth (et logiquement un an après Advent Children), Vincent se retrouva lié malgré lui aux attaques des armées de Deepground frappant les cités avoisinant Midgar, telles qu'Edge et Kalm. Il se trouvait à cette dernière, attendant une réunion avec Reeve Tuesti, lorsqu'une armée de Deepground prit la ville d'assaut.
À la fin de Dirge Of Cerberus, il semble que Vincent soit parvenu à accepter son destin tragique et semble recommencer à prendre goût à la vie. Néanmoins, il risque d'avoir de nouveau du travail car le mystérieux Genesis a décidé de rentrer dans la danse.
Hanté par le souvenir de Lucrécia, sa défunte bien-aimée, et incapable d'aimer de nouveau, la vie de Vincent Valentine n'est plus qu'une quête de rédemption et de paix intérieure.
Il apparait dans Crisis Core : Final Fantasy VII où on ne le voit pas mais on l'entend dormir dans un des cercueils du Manoir Shinra.

## Création
Le personnage de Vincent subit plusieurs transformations avant de trouver sa forme finale. Il est successivement chercheur façon films d'horreur, policier, chimiste, avant de tenir le rôle d'un ancien Turk au passé tragique. Son manteau cramoisi fut ajouté afin de symboliser l'idée d'un lourd poids sur ses épaules, en association avec la mort.
Dans Final Fantasy VII, un thème musical appelé "The Nightmare's Beginning" ("le début du cauchemar") est associé à Vincent. C'est une musique sombre qui crée une ambiance tout à fait en phase avec le personnage de Vincent et son sombre passé.